# Martin Lodewijk

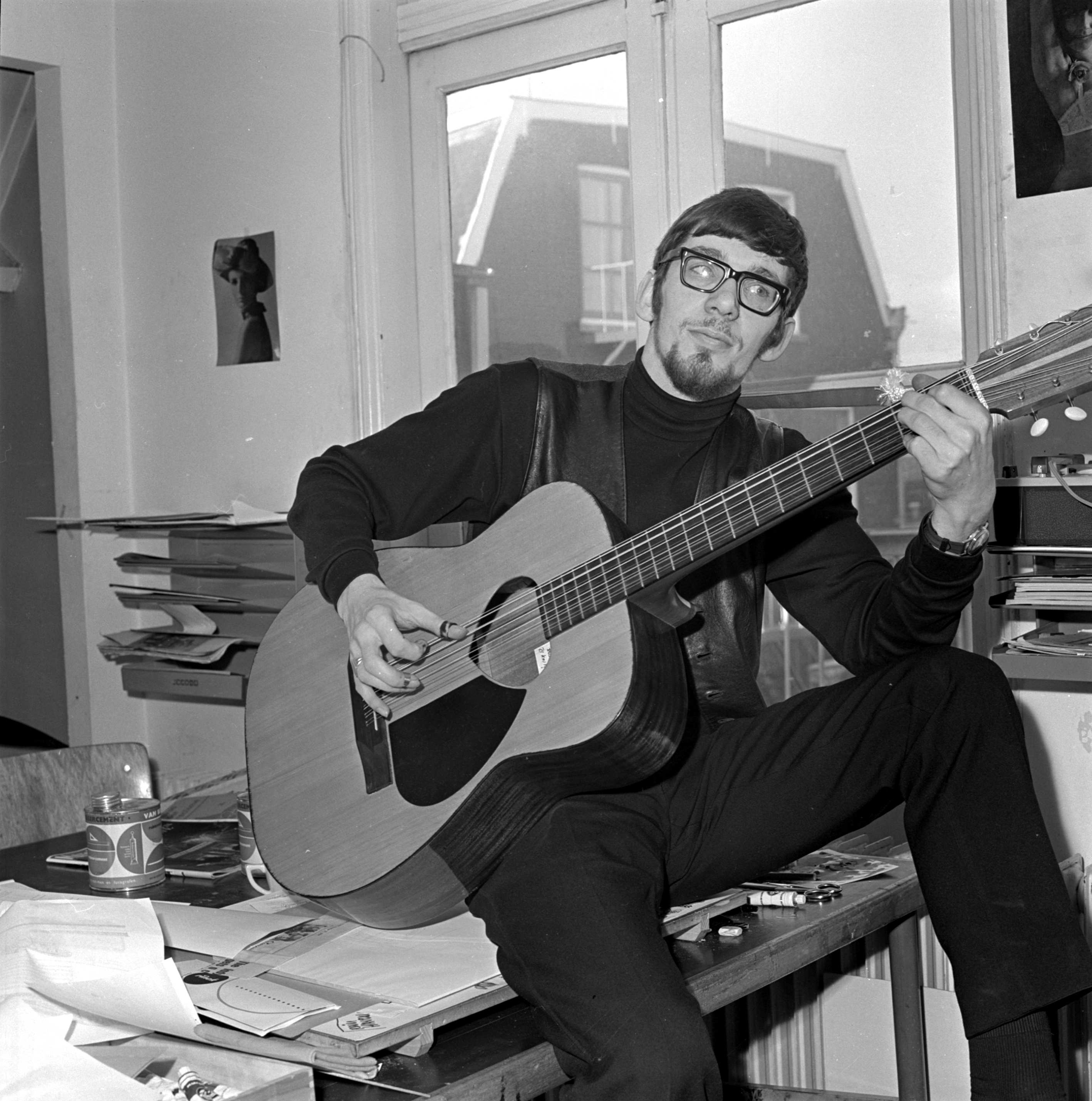
Striptekenaar Martin Lodewijk, 1965

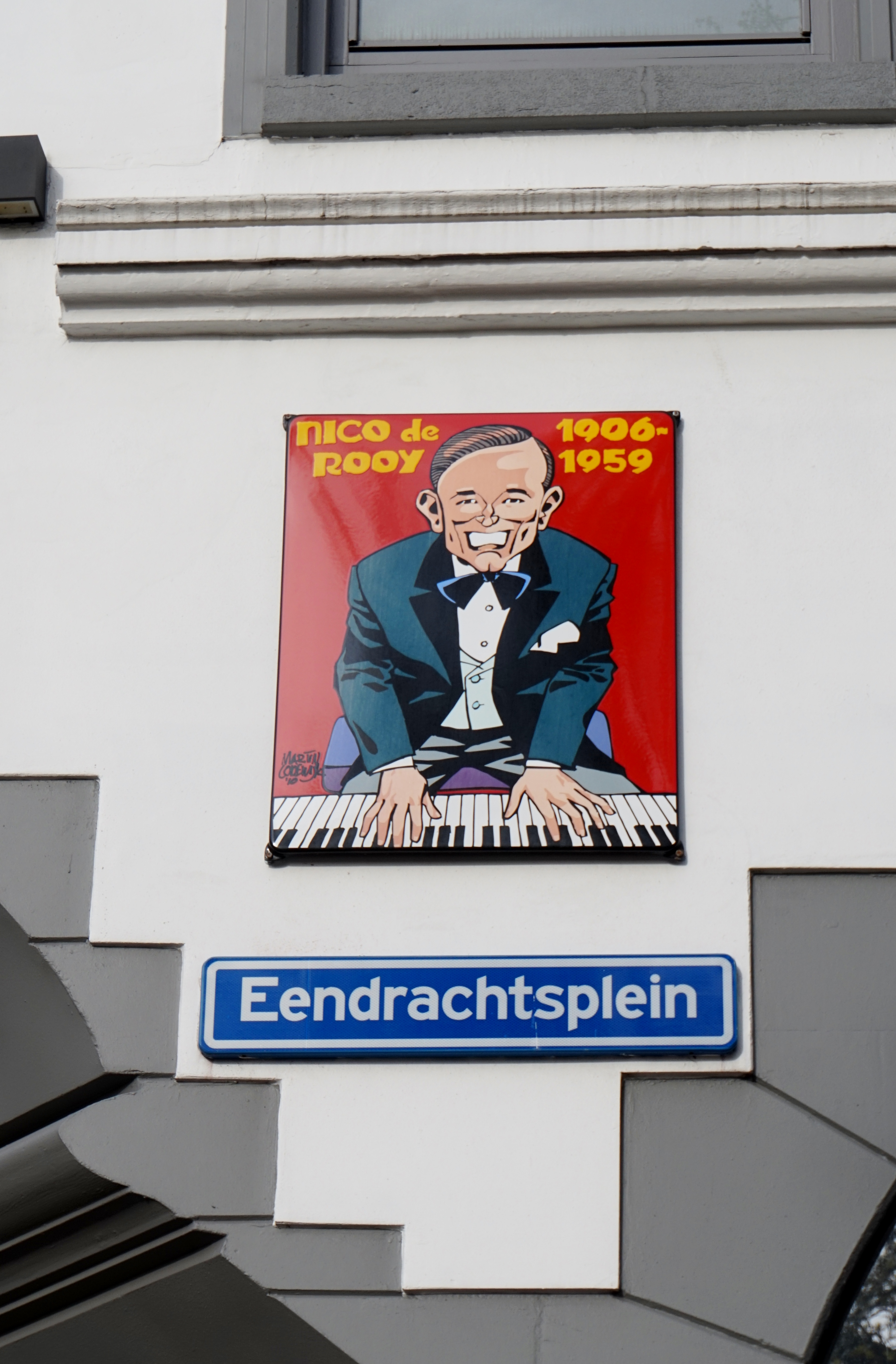
Tekening door Martin Lodewijk van Nico de Rooy in het Rotterdam Jazz Artists Memorial

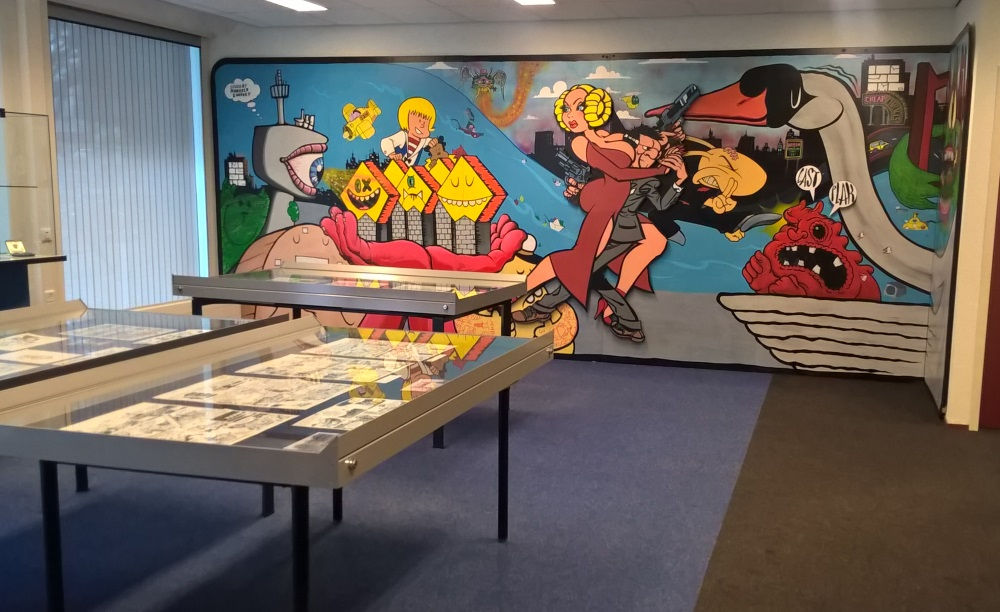
In 2016 organiseerde het Strips! Museum een tentoonstelling over Martin Lodewijk, stripmaker en reclametekenaar.

Martinus Spyridon Johannes Lodewijk (Rotterdam, 30 april 1939) is een Nederlands stripauteur en reclametekenaar. Zijn beroemdste creatie is Agent 327.

## Eerste jaren
Lodewijk was als kind nogal ziekelijk en was hierdoor gedwongen veel thuis te blijven. Thuis tekende hij graag en ontwikkelde hij zijn talent. Nadat hij in 1957 zijn opleiding op de middelbare school had afgebroken, concentreerde hij zich op het tekenen en schrijven van stripverhalen. Op zijn achttiende verkocht hij zijn eerste verhaal: Lodewijk Pedaal, dat echter nooit gepubliceerd werd. Meer succes had hij met twee stripboekjes voor de serie Babel en Knetterton. Naast zijn stripwerk vervaardigde hij ook cartoons, onder andere voor bladen als De Mascotte en Bolero. In 1957 en 1958 tekende hij een tiental ruimtevaartstrips voor Uitgeverij ATH. Voor ATH maakte hij in 1958 ook zes strips met piraten als onderwerp. De eerste vier verschenen onder de titel Arent Brandt en de laatste twee als Captain Kidd. Lodewijk brak echter pas goed door in 1959 toen hij voor Het Parool de aanvankelijk door Piet Wijn getekende strip Frank, de Vliegende Hollander maakte. Maar Lodewijk zette zijn carrière als stripmaker niet door. Niet lang na zijn bemoeienis met Frank, de Vliegende Hollander wijdde hij zich de volgende zes jaar volledig aan reclameopdrachten.

## Pep
Een van de grote voorbeelden van Lodewijk was de tekenaar Jan Kruis. Deze raadde zijn protegé aan om te gaan werken voor het wekelijks verschijnende stripblad Pep. Dit blad, dat al sinds 1962 verscheen, leunde sterk op het Franse zusterblad Pilote en op de Franstalige Tintin en Walt Disney. Halverwege de jaren zestig begon men ook met het plaatsen van werk van Nederlandse tekenaars. Lodewijk tekende een strip van vier pagina's met in de hoofdrol Hendrik IJzerbroot, beter bekend als Agent 327. Het was een parodie op de wereld van de geheime dienst, geïnspireerd door James Bond en Agent 86 uit de Amerikaanse tv-serie Get Smart. De strip bleek een schot in de roos en regelmatig verscheen een nieuw avontuur van vier pagina's van Agent 327 in de Pep. In 1968 verscheen het eerste lange avontuur van Hendrik IJzerbroot onder de titel Dossier Stemkwadrater. Maar Agent 327 was niet het enige wat Lodewijk aan Pep bijdroeg. Al snel schreef hij scenario's voor strip als Johnny Goodbye van Dino Attanasio en Bernard Voorzichtig van Daan Jippes. Ondertussen bleef hij ook actief in de reclamewereld.

## Hoofdredacteur
In 1975 werden de stripbladen Pep en Sjors samengevoegd tot Eppo. Samen met Frits van der Heide werd Martin Lodewijk artdirector en hoofdredacteur van dit nieuwe blad. Het werk van Lodewijk richtte zich met name op het vinden van nieuwe tekenaars en scenaristen en het begeleiden van deze nieuwe medewerkers. Agent 327 bleef hem constant achtervolgen en werd zelfs voorzien van een vaste sidekick, de Zwitserse spionne Olga Lawina. In 1978 ontving Lodewijk voor zijn gehele oeuvre de Stripschapprijs, de hoogste onderscheiding binnen de Nederlandse stripwereld. Naast Agent 327 vond Lodewijk ook de tijd om scenario's aan te leveren voor de strip Storm. Lodewijk had tekenaar Don Lawrence uit Engeland gehaald nadat laatstgenoemde was gestopt met het tekenen van zijn strip Trigië. Samen met Lawrence bedacht hij een strip die echter wordt afgekeurd. Hun tweede poging met Storm was wel een succes. Ook bedacht Lodewijk samen met Eric Heuvel de strip January Jones en werkte hij aan scenario's voor Edmund Bell van René Follet. Ondanks al dit artistieke werk bleef Lodewijk actief binnen de reclame.

## De terugkeer van Agent 327
In 1983 stopte Lodewijk met zijn strips en scenario's. Hij schreef wel nog twee verhalen van Zetari, die getekend werden door John M. Burns. Lange tijd werkte hij alleen nog aan reclameopdrachten. Eind jaren negentig begon het echter weer te kriebelen. In zijn reclamejaren had hij voldoende ideeën opgedaan en hij wilde weer aan het werk als striptekenaar, naar eigen zeggen "om niet te sterven als reclametekenaar, maar als striptekenaar". Agent 327 keerde in 2000 weer terug als krantenstrip in het Algemeen Dagblad en vanaf 2009 als vervolgstrip in de nieuwe Eppo. In 2003 waagde Lodewijk zich aan de mangastrip door samen met Adri van Kooten de strip Quark uit te brengen. Sinds 2004 schrijft Lodewijk, na Willy Vandersteen en Karel Biddeloo, de scenario's van De Rode Ridder. De verhalen worden getekend door Claus Scholz. Het eerste verhaal van hun hand was nummer 207, De grot van de beer. In 2011 werd Martin Lodewijk benoemd tot Ridder in de Orde van Oranje-Nassau. Op 29 april kreeg hij de onderscheiding opgespeld door de Rotterdamse burgemeester Ahmed Aboutaleb. Het laatste album van Martin Lodewijk voor de Rode Ridder was De Witte Waan. Dit kwam doordat Lodewijk druk bezig was met andere projecten.

## Persoonlijk
Lodewijk is een groot liefhebber van bluegrassmuziek. Hij is oprichter van de band Chickenfeed, die in 1978 de LP "The Best of What?!" uitbracht, waarop Lodewijk op alle nummers te horen is en waarvoor hij de hoesillustratie heeft geschilderd. Chickenfeed figureert ook in Agent 327.

## Stripreeksen (selectie)
- Storm
- Agent 327
- January Jones
- Johnny Goodbye
- Bernard Voorzichtig
- De Rode Ridder

## Prijzen
- 1978 - Stripschapprijs
- 1987 - de Jaarprijs voor Bijzondere Verdiensten van Het Stripschap

## Trivia
- Lodewijk heeft de posters getekend van de drie Flodderfilms en De Zeemeerman.
- Lodewijk deed in 1973 met zijn broer Tim mee aan de quiz Twee voor twaalf. De broers wonnen, en keerden in de speciale jubileumeditie van 2005 terug. Op 28 december haalden ze de finale, die ze de volgende dag verloren.